# Ingenio Santa Bárbara
Ingenio Santa Bárbara es una localidad argentina ubicada en el departamento Río Chico de la Provincia de Tucumán. Se encuentra ubicado al sudeste de Aguilares, ciudad con la que se encuentra conurbada.
Se fundó alrededor del ingenio homónimo. Su principal vía de comunicación es la Ruta Nacional 38, que la vincula con Aguilares y San Miguel de Tucumán al norte y al sur con Río Chico.

## Población
Se encuentra conurbada a la ciudad de Aguilares, esta aglomeración cuenta con un total de 32,908 habitantes (Indec, 2010).
- Datos: Q5916121